# Cases Josefa Villanueva
Les Cases Josefa Villanueva són un conjunt arquitectònic situat al xamfrà dels carrers de Roger de Llúria i de València a la Dreta de l'Eixample de Barcelona, catalogat com a bé cultural d'interès local.

## Història
El 1868, l'indià de Trucíos (Encartaciones) Gregorio del Castillo y Garna, casat amb Josefa Villanueva y la Puente, natural de la mateixa localitat, va fundar a Cienfuegos (Cuba) un negoci d'importació de teixits, ampliat diverses vegades. Va morir el 1897, deixant una herència de més d'un milió de pesos, i el negoci va ser continuat per la seva vídua sota la raó social Viuda de Castillo.
El 1903, Josefa Villanueva, en representació dels seus fills menors José Fernando i María Teresa del Castillo y Villanueva, va adquirir a Francesc Tusquets i Gualba dos solars al xamfrà dels carrers de València i de Roger de Llúria, i el 1904 va demanar permís per a construir-hi sengles edificis d'habitatges (propietat de cadascun d'ells), projectats per l'arquitecte Juli Maria Fossas i Martínez, per bé que la construcció es perllongà fins al 1909.
La tribuna orientada al carrer de València devia ser desmuntada vers la dècada del 1930, a jutjar per la qualitat de la intervenció. Entre els anys 2009 i 2010 es procedí a la restauració de les façanes de la finca orientada al carrer de Llúria.

## Descripció
Es tracta de dues cases de planta baixa, cinc pisos i terrat transitable, formant una única façana correguda en tres plans que s'adapten al xamfrà. Les línies eminentment horitzontals que la defineixen es veien trencades en ambdues cantonades per unes potents galeries coronades per un templet que depassava el cornisament. Tanmateix, la tribuna del carrer de València va ser desmuntada poc temps després de la construcció de l'edifici i només perviu dell carrer de Roger de Llúria. Així doncs, el projecte arquitectònic d'aquestes cases partia d'una simetria absoluta que és perceptible, fins i tot, en les plantes que distribueixen els espais interiors de les finques.
Pel que fa a les façanes, reposen sobre un basament de pedra de Montjuïc que abraça tota la planta baixa. Aquest nivell, reservat a botigues, es manifesta al carrer per mitjà de grans arcs rebaixats motllurats. Els portals vers els immobles s'obren als angles de la finca i consisteixen en arcs rebaixats ornats escultòricament. Aquests portals es presenten flanquejats per columnes de fust i capitell florals que sostenen un sistema de mènsules ornades amb potents elements rocalla i florals que inunden els carcanyols de l'arc i la llosana de la tribuna superior. Els murs superiors de la façana es presenten revestits amb estucs que imiten un carreuat regular de pedra desbastada que confegeixen textura a les façanes. Les obertures, en canvi, es presenten emmarcades amb muntants i llindes de pedra profusament ornamentades amb relleus vegetals i florals. Tots els balcons es presenten tancats amb llurs baranes bombades de forja amb ornamentacions florals. Llurs llosanes, també realitzades amb pedra de Montjuïc, presenten una forma rectangular al primer i segon pis, mentre que en els pisos superiors es presenten arrodonides i ornades a base de relleus en gelosia. Les llindes dels balcons de la darrera planta, profusament ornamentades, serveixen de basament per a la barana pètria del terrat, esculpida a base de volutes.
Sens dubte, l'element més singular és la tribuna de pedra artificial a l'angle del xamfrà, consistent en un grup d'amplis balcons units mitjançant sis columnelles de capitell vegetal que sostenen llurs arcs polilobulars. El coronament d'aquesta tribuna consisteix en un templet accessible des del terrat i rematat per una cuculla en forma de bulb acabada amb zenc i ferro colat. A banda i banda d'aquestes tribunes angulars de formes corbes s'hi construïren unes tribunes menors de formes rectilínies tancades per estructures de ferro i fusta i amb vitralls de colors.
La subdivisió de la parcel·la en dues finques diferents portà a una particular configuració dels interiors, en què les estances quadrangulars pugnen per adaptar-se al traçat triangular de la finca. Aquest fet s'evidencia, d'antuvi, en els vestíbuls d'accés a la finca i en les caixes de les escales de veïns, de planta trapezoidal. Els vestíbuls presenten el terra de marbre blanc idèntic a l'emprat en els arrimadors. Sobre aquests arrambadors de perfil ondulant hi ha decoracions vegetals esgrafiades. L'element més destacat d'aquest vestíbul són, però, les escòcies de guix que recullen el pes del fals sostre del mateix material, ornades a base de rams d'iris hispànics i flors silvestres. Aquest tipus d'escòcies són elements seriats resultants de la industrialització de la construcció a finals del segle xix i principis del xx.

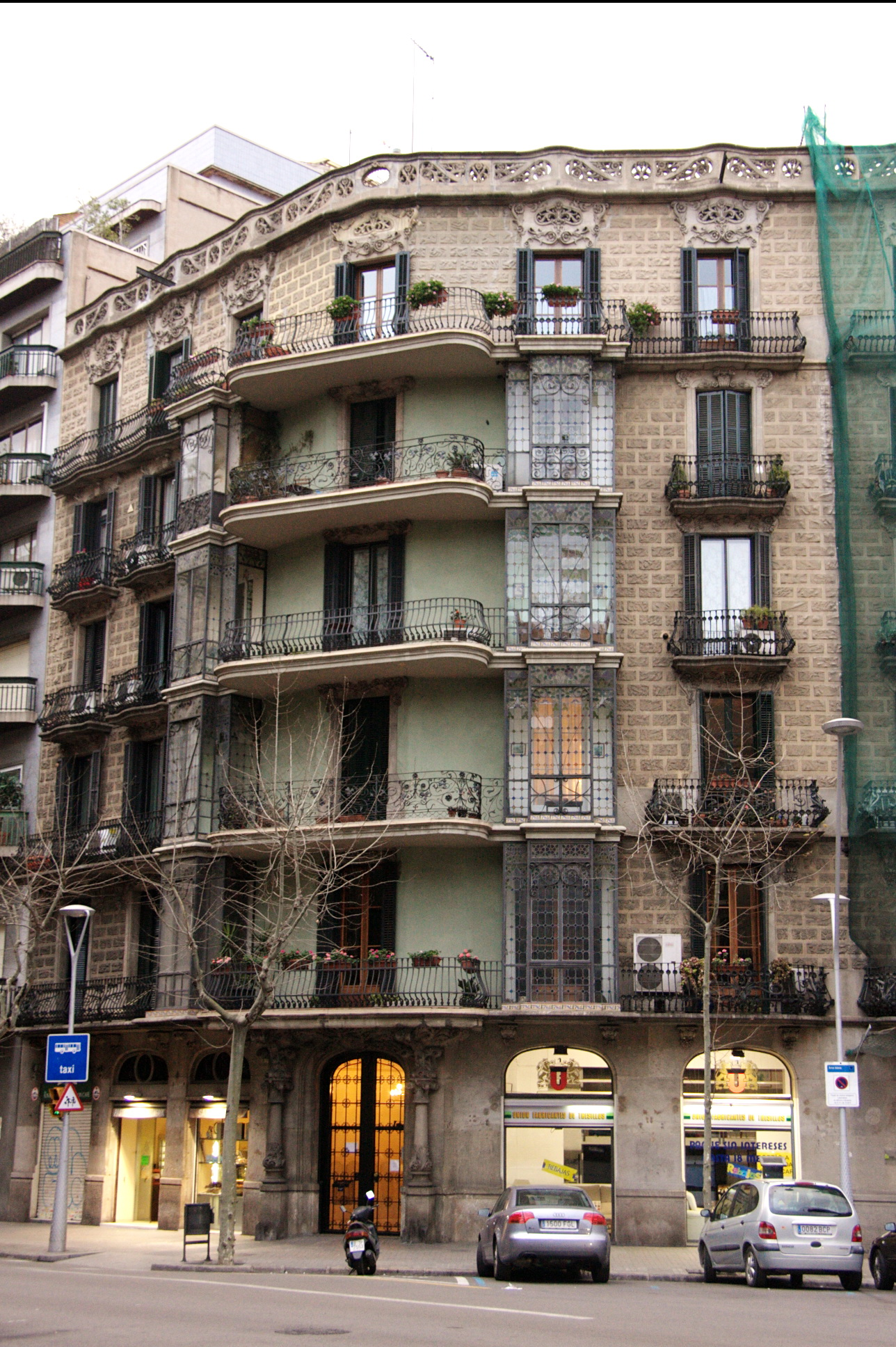
Façana del carrer Roger de Llúria, sense la tribuna original